# Otto Schönthal
 Otto Schönthal (* 10. August 1878 in Wien; † 31. Dezember 1961 ebenda) war ein österreichischer Architekt des Art déco.

## Leben und Wirken
Otto Schönthal studierte von 1898 bis 1901 an der Akademie der bildenden Künste in Wien bei Otto Wagner. Beruflich war er damals schon als freier Architekt tätig. 1909 verließ er Otto Wagners Büro, in dem er zuvor mehrere Jahre gearbeitet hatte und gründete mit zwei anderen Meisterschülern von Wagner ein eigenes Büro. Ihre Zusammenarbeit war sehr erfolgreich und sie realisierten nicht nur zahlreiche Gebäude, sondern arbeiteten auch im Bereich Innenarchitektur und Möbeldesign. Marcel Kammerer schied nach dem Ersten Weltkrieg aus. Otto Schönthal betrieb das Büro mit Emil Hoppe weiter, unter dessen Einfluss er sich dem Art-déco-Stil zuwandte. Er wirkte als Herausgeber der Zeitschrift „Der Architekt“. 1939 emigrierte er in die Schweiz und später nach Jugoslawien. Nach dem Krieg führte er wieder ein eigenes Büro in Wien.
Er wurde am Hietzinger Friedhof bestattet.

## Werke (Auswahl)
- 1902 Villa Vojcsik, Wien

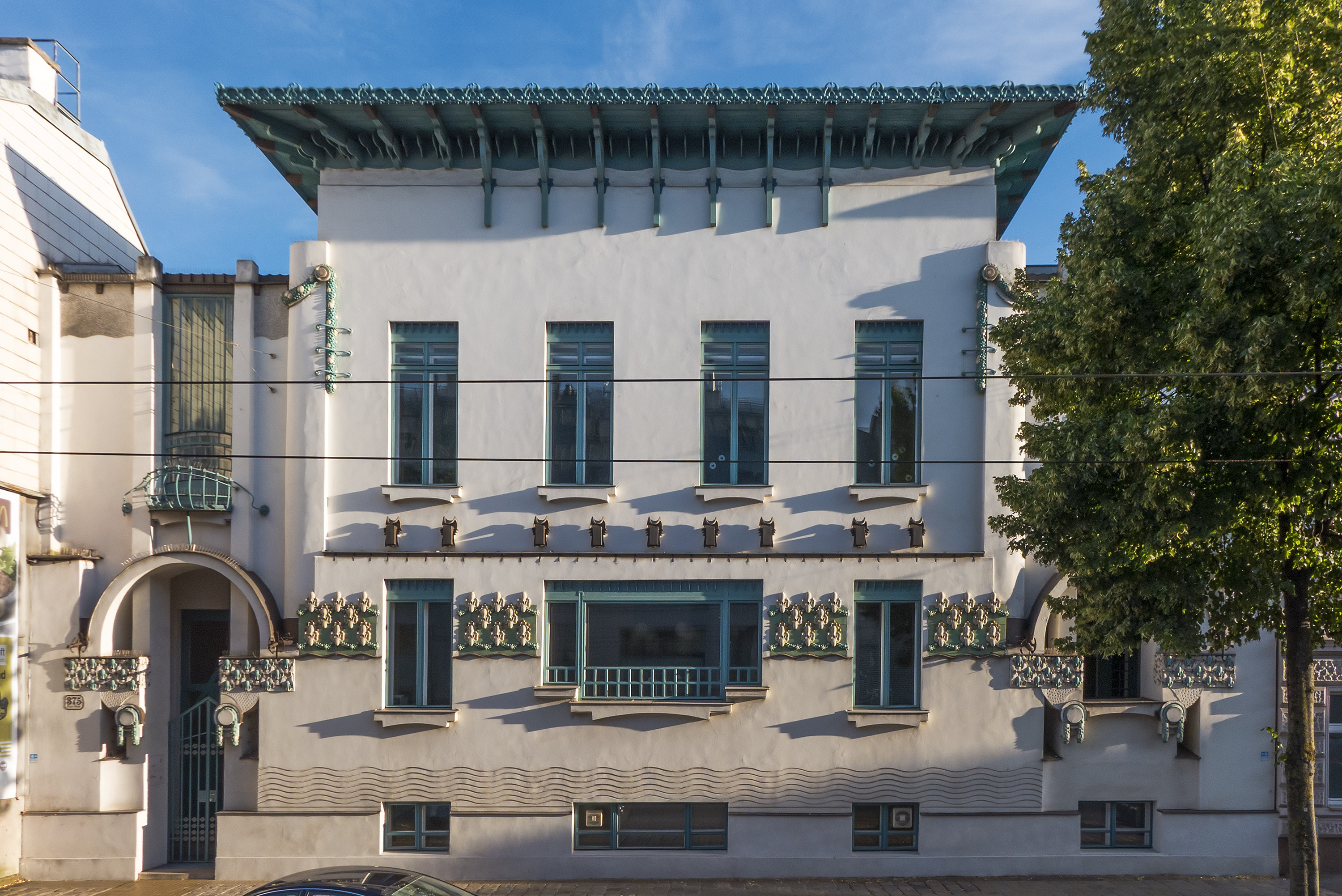
Otto Schönthal, Villa Vojcsik, Linzer Straße 375, Wien-Penzing

- 1911 Stationsgebäude für die Niederösterreichischen Landesbahn
- 1912 Wohn- und Geschäftshaus in der Wiedner Hauptstraße 128
- 1913 Trabrennbahn Krieau, Wien (mit Emil Hoppe und Marcel Kammerer)
- 1912–1915 Westermannhäuser in der Dorotheergasse
- 1915 Zentralbank der Deutschen Sparkassen, Wien
- 1923 Trabrennanlage in Marienbad (Marianske Lázne)
- 1923 Stadion in Prag
- 1924 Filiale der serbischen Bank in Novi Sad
- 1924 Sanatorium Jovanovic in Belgrad
- 1926 Friedensbrücke, Wien 9
- 1927 Villa Zwilling in Mödling
- 1928 Kommunaler Wohnbau Sandleitenhof, Wien
- 1929 Autogarage Südbahnhotel Semmering (mit E. Hoppe)
- 1932 Hallenbad Südbahnhotel Semmering (mit E. Hoppe)
- 1934 Foyer Südbahnhotel Semmering (mit E. Hoppe)
- 1937 Filiale der Zentralsparkasse Wien
- 1950 Wohnhaus d. Gemeinde Wien „Eiselsberg-Hof“, Siebenbrunnengasse 34–36, Wien 5 (mit Leo Kammel)
- 1950 Wohnhaus d. Gemeinde Wien, Waldvogelstr. 18 – 24, Wien 13 (mit Franz Mörth)